# Andreas Gottschling
Andreas Peter Gottschling (* 1. September 1967) ist ein deutscher Mathematiker, Finanz- und Wirtschaftswissenschaftler sowie Manager und Mitglied des Verwaltungsrats der Credit Suisse. Zuvor war er als Chief Risk Officer bei der Erste Group Bank in Wien tätig.

## Biografie

### Ausbildung
Gottschling studierte 1990 Mathematik und Wirtschaftswissenschaften an der Universität Freiburg in Deutschland. Weiterführende Studien im Jahr 1991 in Physik, Mathematik und Wirtschaft an der Harvard University in Cambridge in den USA. 1997 erhielt er einen Doktortitel in Wirtschaftswissenschaften an der Universität California in San Diego in den USA. Seine Dissertation mit dem Titel „Three essays in neural networks and financial prediction“ („Drei Aufsätze in neuronalen Netzwerken und Finanzprognosen“) schrieb er im Fachgebiet Spieltheorie, Wirtschafts-, Sozial- und Verhaltenswissenschaften. Er wurde unter anderem von den Nobelpreisträgern Engle, Granger und Maskin ausgebildet.

### Werdegang
Von 1997 bis 2000 leitete Gottschling den Bereich Quantitative Analysis der Deutschen Bank in Frankfurt. Während seiner Zeit bei der Deutschen Bank forschte er auch in der Forschungseinrichtung Deutsche Bank Research und veröffentlichte dabei mehrere Publikationen.
Von 2000 bis 2003 wirkte er als Berater bei Euroquants in Deutschland. Bei LGT Capital Management Schweiz war er von 2003 bis 2005 Leiter Quant Research. Danach war er 2005 bis 2012 für die Deutsche Bank in London und Frankfurt als Mitglied des Risk Executive Committee & Divisional Board tätig, in der Zeit von 2006 bis 2010 zudem auch globaler Leiter Operational Risk. Von 2012 bis 2013 wirkte Gottschling als Senior-Berater Risk Practice bei McKinsey and Company in Zürich. Von 2013 bis 2016 war er Chief Risk Officer und Mitglied des Management Board bei der Erste Group Bank in Wien.
Seit 2017 arbeitet Gottschling bei der Credit Suisse. 2017 wurde er Mitglied des Risk Committee, das er seit 2018 als Vorsitzender leitet. Ebenfalls seit 2018 ist er Mitglied des Governance and Nominations Committee und des Audit Committee sowie Verwaltungsrat der beiden britischen Tochtergesellschaften Credit Suisse International und der Credit Suisse Securities (Europe) Limited.

## Persönliches
Gottschling ist verheiratet und Vater zweier Kinder.